# Персидский, Вячеслав Алексеевич
Персидский Вячеслав Алексеевич (9 сентября 1929, Юрьев-Польский, Владимирская область, РСФСР, СССР — 25 декабря 1998, Чкаловск, Нижегородская область, Российская Федерация) — российский педагог, журналист, историк и краевед. Почётный гражданин Чкаловского района, заслуженный учитель России.

## Биография
Вячеслав Алексеевич Персидский родился 9 сентября 1929 года в многодетной семье рабочих в городе Юрьеве-Польском Владимирской области. В 1941 году погиб на фронте отец. Забота о воспитании младших детей – а их было пятеро – легла на плечи двенадцатилетнего мальчика. С апреля по октябрь работал подпаском в колхозе, остальное время года занимала учеба в школе.
Своё призвание нашел в педагогике. В 1948 году окончил финансовый техникум, а в 1952 году закончил историко-филологический факультет Горьковского государственного пединститута им. М. Горького. Сдал кандидатский минимум на философском факультете Горьковского педагогического института. Получил образование среднее финансовое и два высших педагогических: литературно-филологическое и историческое.
С 1953 года началась его педагогическая деятельность: сначала учителем русского языка и литературы в школе № 4 г. Чкаловска (ныне средняя общеобразовательная школа №4 им. В.В. Клочкова), с 1960 года – директором школы № 3, в 1970 году – директором школы-новостройки № 5, возглавлял её 23 года.
Профессиональный журналист с 1966 года, краевед, историк. 
Присвоены звания: «Отличник народного просвещения», «Заслуженный учитель школы РСФСР», «Заслуженный учитель РФ», «Почетный гражданин Чкаловского района» (Постановление Земского собрания Чкаловского района от 23 августа 1996 года №43). Был награждён медалями «За доблестный труд. В ознаменование 100-летия со дня рождения В. И. Ленина».

## Творчество

### Произведения
- Персидский В. А. Авиаэскадрилья «Валерий Чкалов» – Н.Новгород, 1999. – 113 с.
- Персидский В. А. Василева слобода, Чкаловск: краеведческие заметки. – Н.Новгород, 1998. – 142 с.
- Персидский В. А. Возьми мое сердце, Россия: 100 рассказов о В.П. Чкалове. – Н.Новгород: Нижегородский гуманитарный центр, 2002. – 96 с.: ил.
- Персидский В. А. Завод имени Ульянова (Ленина). 1883–1983: очерк истории. – Горький: Волго-Вятское кн. изд-во, 1983. – 88 с.: ил.
- Персидский В. А. Нет таких крепостей: Герой Советского Союза А.Г. Грачев // За Отчизну, свободу и честь!: очерки о Героях Советского Союза – горьковчанах. Кн. 5. – Горький: Волго-Вятское кн. изд-во, 1978. – С. 86-91.
- Персидский В. А. Сказание о земле Василевской – Чкаловской: посвящается 100-летию со дня рождения Валерия Павловича Чкалова. – Н.Новгород: Нижполиграф, 2004. – 478 с.